# Catalina de Erauso
Catalina de Erauso, född 1592 eller 1585 i San Sebastián, död 1650 i Cotaxtla nära Orizaba, var en spansk soldat verksam med förnamnet Antonio, Francisco eller Alonzo. Hon tjänstgjorde i den spanska armén utklädd till man i spanska Latinamerika. Erauso blev berömd under sin samtid och fick ett sällsynt tillstånd av påven att bära manskläder.

## Biografi

### Tidiga år och tid i Spanien
Catalina de Erauso föddes som dotter till kaptenen Miguel de Erauso (även Araujo) och María Pérez de Galarraga y Arce. Från tidiga år tränade hon och hennes bröder olika stridstekniker med sin far.
Erauso skickades vid fyra års ålder – tillsammans med systrarna isabel och María – till ett dominikanskt konvent i San Sebastián, där hon vistades till hon var 15 år gammal (år 1600 eller 1607). Hon var familjens tredje flicka, och den möjliga hemgiften var för dyr. På konventet verkade den äldre släktingen Ursula de Uriza e Sarasti som priorinna. Händelserna från denna tid är främst kända genom Erausos dagbok, där man beskriver att hon bland annat studerade latin och musik men ändå växte upp till en stark och egensinnig person utan religiös övertygelse.
Erauso hörde om Amerikas guldrikedomar, fick tag i en nyckel och rymde under en ceremoni. Detta skedde efter att hon blivit pryglad av en av de äldre nunnorna och fattat sitt beslut om att överge institutionen.
För att lättare smälta in var hon utklädd till man, och hon klippte även håret kort; hon kände sig även som en transperson. I byn Victoria blev hon bekant med en lärare som hjälpte henne. Erauso, som därefter använde namnet Francisco de Loyola, var sedan väpnare i olika delar av Spanien. När hon hade tillräcklig pengar fick hon 2003 en plats på ett fartyg till Nya Spanien, i likhet med många äventyrligt sinnade samtida spanjorer som ville pröva lyckan i den nya världen. Hon reste till den nya världen på samma båt som hennes onkel, kaptenen Estebán Eguiño, dock utan att han kände igen henne.

### Nya Spanien

Catalina de Erausos resor genom Nya Spanien.

Eraudo bytte namn till Antonio de Erauso och seglade med en köpman mot Peru, men efter ett skeppsbrott vid staden Manta i Ecuador var hon en av ett fåtal överlevande. På grund av bra lön hade hon möjligheten att bosätta sig i Zaña i Peru.
Erauso prövade utan framgång på att verka som muldrivare och professionell kortspelare. Hon hamnade i dueller med olika motståndare och dödade enligt egen utsago nästan 12 personer. En anställning hos en köpman avslutades efter att hon ertappades med vänslande med dennes dotter. Därefter bestämde hon sig att tjänstgöra i araucokriget. Detta skedde efter att hon tagit tjänst hos sin bror Miguel, som hade en militär post i Santiago. När Erauso räddade en flagga blev hon befordrad till graden som motsvarar en underlöjtnant.
Erauso reste flitigt genom de västra delarna av Sydamerika, och under en expedition över Anderna till Argentina var hon nära att förolyckas. Genom sitt spelberoende hamnade hon ofta i strider och hon blev åter tillfångatagen. Hennes självsvåldighet och snarhet till att dra skjutvapen ledde flera gånger till konflikter med rättvisan i regionen.
Vid ett antal tillfällen var hennes egentliga könsidentitet nära att röjas, men hon gjorde det till slut själv, efter att fått en juridisk order om klargörande. Detta skedde efter tvånget att kunna rentvå sig själv efter att ha dödad en (annan) man. När hon utfrågades av ärkebiskopen av Nya Granada kände han att något var fel. Erauso biktade och erkände till slut att hon var kvinna. Två nunnor undersökte henne och förklarade därefter att Erauso var jungfru. Hon blev därefter upptagen av ett kloster i Lima.

### Tillbaka i Europa
Året 1624 reste Erauso till Sevilla i uppdrag av hennes religiösa orden, efter att hon fått möjlighet att lämna klostret och förklara sig och sitt leverne för högre ort. Hon erhöll 1625 audiens hos kung Filip IV och skildrade sitt fall, i hopp om att erhålla erkännande och ekonomisk utbyte för sina tjänster för staten. Det antas att hennes dagbok skrevs i sammba veva, för att kunna medfölja den här petitionen och som en intäkt på hennes meriter.
Informationen om Erausos äventyr i Latinamerika hade redan nått Spanien, och kungen gav henne för sina förtjänster för kristendomen en militär pension. Han kände sig däremot inte ansvarig för hennes önskan att bära manskläder.
Erauso besökte därefter 1625 påven Urban VIII i Rom. Även påven visade förstående och gav Erauso tillstånd att vara utklädd till man, under förutsättningen att hon bevarade sin kyskhet. Hon levde sedan i Neapel och åter i Sevilla. Under en längre vistelse i A Coruña mötte hon skådespelaren Juan Pérez de Montalbán, som därefter författade ett drama baserat på Erausos egen berättelse.

### Senare år
Catalina de Erauso besökte aldrig mer föräldrahemmet eller de nära släktingarna i Baskien. Hon tröttnade på det lugna livet i A Coruña och erhöll kunglig tillåtelse att få återvända till nya världen.
Denna strävan efter äventyr ledde Erauso 1630 (alternativt 1635) till Mexiko. Efter en svår överfart nådde man till slut hamnen i Veracruz. Därefter finns inga officiella noteringar om hennes sista år, men vissa antar att hon att levde ytterligare 15 år i den lilla mexikanska byn Cotaxtla, som ägare till mulåsnor och lokal speditör.
1650 finns uppgifter om att hon skulle ha avlidit i Cotaxtla, vid 58 års ålder. Biskopen av Puebla, Palafox, har efterlämnat vittnesmål om hans tro att hon ligger begravd på bykyrkogården.

## Självbiografi och eftermäle

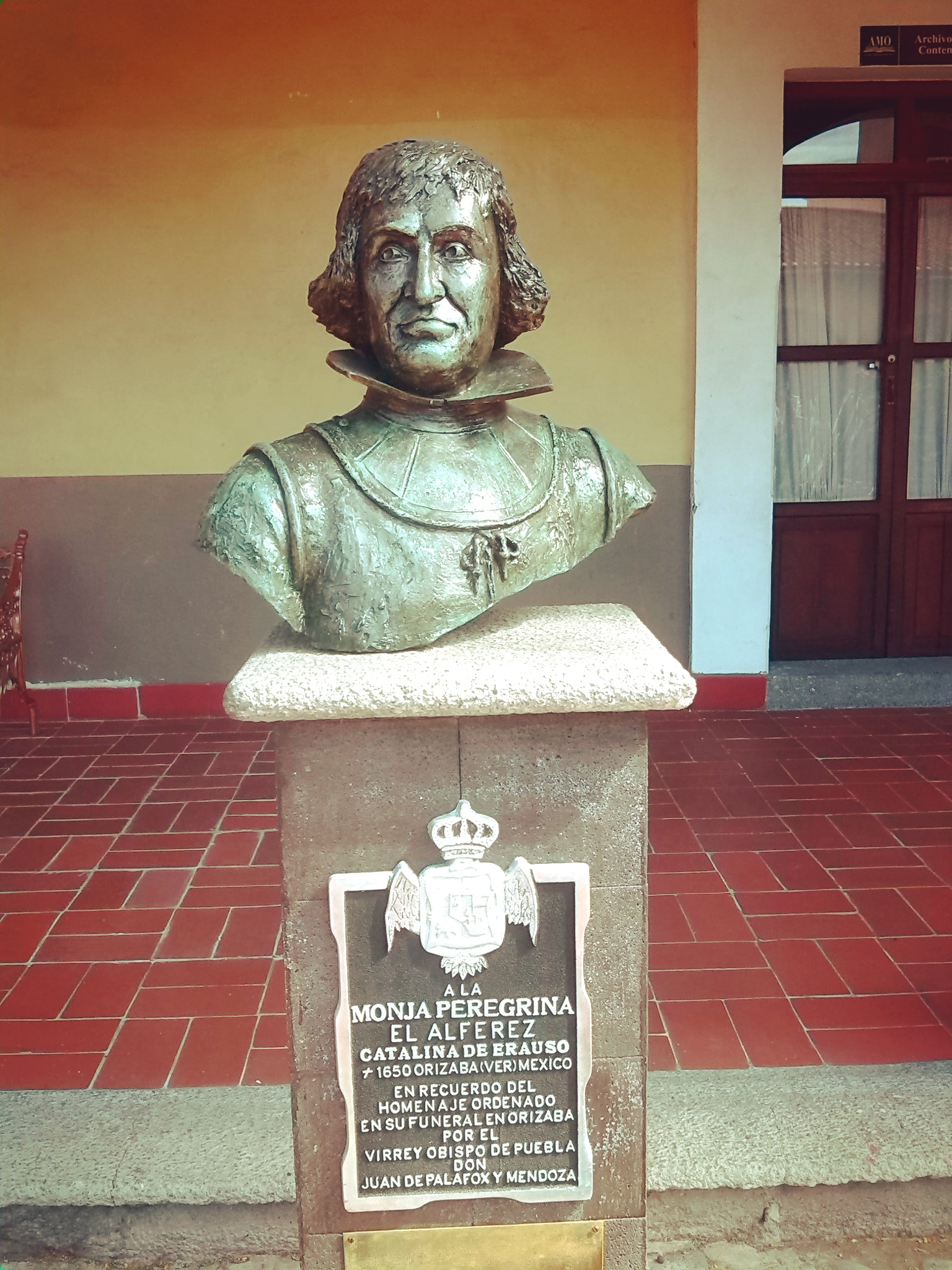
Staty och monument över Catalina de Eraujo i Orizaba i Mexiko.

Historia de la Monja Alférez escrita por ella misma, Erausos självbiografi, är en omstritt kulturellt dokument. Den är numera känd via senare och utgåvor och översättningar, och inga spår finns av varken originalmanuskript eller förstautgåva. Många litteraturforskare anser att Erauso verkligen är författare, men sensationalistiskt språkbruk och innehåll i de utgåvor som finns tillgängliga antyder att berättelsen blivit mer eller mindre omskriven av senare redaktörer/spökskrivare. De flesta moderna utgåvor av boken baserar sig på det enda bevarad utgåva som förvaras hos kungliga historieakademin i Madrid.
I självbiografin beskrivs Erauso närmast som en sagogestalt, med drag både av en skrytfärdig soldat och av någon stigen ur en pikareskroman. Beskrivningen av henne är otypiskt för sin tid, som en oböjlig individualist, bråkmakare och manhaftig kvinna med en stark drivkraft att få leva sitt liv som en man och soldat. I boken ställs hennes tid som nunna emot den som soldat, på ett sätt som tydligt markerar skillnaden mellan kvinno- och mansroller och understryker Erausos tveksamma könsmässiga identitet. Vissa bedömare har ansett att den ovanliga användningen av kvinnliga respektiva manliga böjningsformer av orden kan röja en påverkan från baskiskan, Erausos modersmål (som saknar genusböjningar).
Redan i sin samtid blev Erausos liv och bedrifter vitt spridda. Redan 1626 författade den för sin tid berömde skådespelaren Pérez de Montalbán en teaterpjäs om henne med titeln Monja Alférez ('Nunnan som fänrik'), och pjäsen sattes upp i Madrid samma år. Titeln återspeglade det tillnamn som hon hade fått av en munk.
Erausos namn och liv har senare spritts via en mängd historiska studier, biografier, romaner, filmer och tecknade serier. Ett antal forskare har studerat Erausos livsöde och könsöverskridande liv, hur hennes transvesticism bidrog till att forma hennes identitet och hennes beteende mot bakgrund av könsroller och samhälle i 1600-talets Spanien och Amerika.